# Christian Knauer

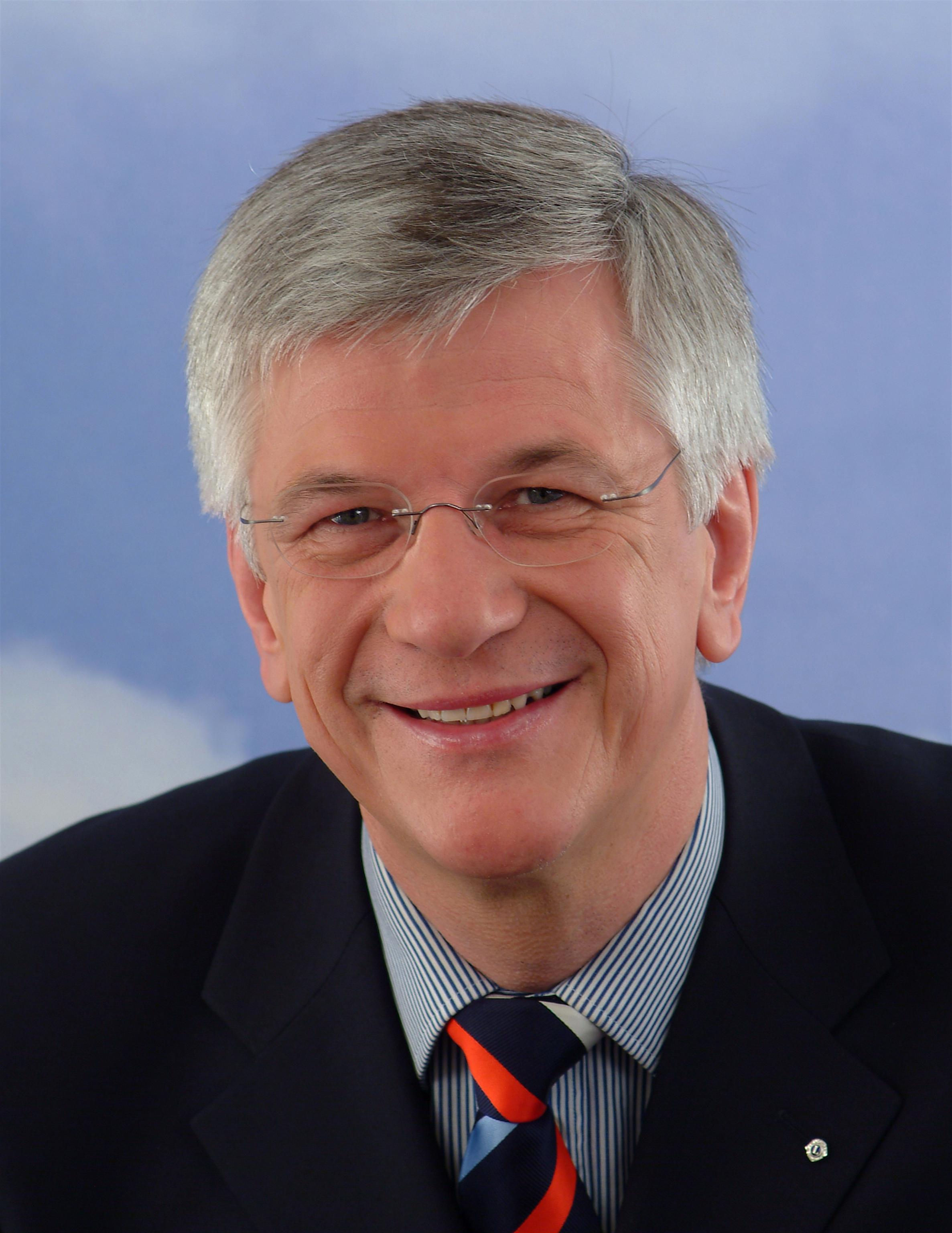
Christian Knauer

Christian Knauer (* 2. Juli 1952 in Aichach) ist ein deutscher Politiker der CSU. Er war von 2002 bis 2014  Landrat des Landkreises Aichach-Friedberg.

## Leben
Knauers Familie stammt aus Giersdorf, Landkreis Neisse, in Schlesien. Knauer absolvierte ein Lehramtsstudium an der Katholischen Universität Eichstätt und verbrachte seine Lehrtätigkeit an verschiedenen Schulen im Landkreis Aichach-Friedberg. Er ist Senator h. c. der Ukrainischen Freien Universität München. Von 1994 bis 2003 war er Regionalvorsitzender der Deutsch-Koreanischen Gesellschaft in Bayern. Knauer trat 1972 in die Junge Union ein. Von 1978 bis 1987 war er JU-Kreisvorsitzender. Der CSU trat er 1973 bei.
Von 1984 bis 1988 war er Stadtrat in Aichach, von 1984 bis 1996 Mitglied des Kreistages von Aichach-Friedberg. 1987 wurde er in den Bayerischen Landtag über die schwäbische CSU-Wahlkreisliste, ab 1990 direkt gewählt im Stimmkreis Aichach-Friedberg. Zeitgleich mit Kultusministerin Monika Hohlmeier war er stellvertretender Vorsitzender des Ausschusses für Bildung, Jugend und Sport und Vorsitzender der gleichnamigen Arbeitsgruppe in der CSU-Fraktion im Bayerischen Landtag. Er war federführend an der Einführung der sechsstufigen Realschule in Bayern beteiligt. Dem Landtag gehörte er bis 30. April 2002 an. Vom 1. Mai 2002 bis 30. April 2014 war er Landrat des Landkreises Aichach-Friedberg. 
Neben seinen öffentlichen Ämtern war Knauer von 1982 bis 1997 stellvertretender und von 1997 bis 2009 CSU-Kreisvorsitzender. Seit 2010 ist er Ehrenvorsitzender des Kreisverbands seiner Partei.
Seit 2006 ist Knauer Vizepräsident des Bundes der Vertriebenen (BDV) und seit 2002 dessen Vertreter im Rundfunkrat des Bayerischen Rundfunks. Seit 11. Mai 2017 ist er dort stellvertretender Programmausschuss-Vorsitzender. Außerdem ist er seit 1999 Landesvorsitzender des BdV in Bayern. Er ist Gründungsmitglied des Stiftungsrates der Stiftung Flucht, Vertreibung, Versöhnung mit Sitz in Berlin.
Seit 23. November 2007 ist er Vorsitzender des Beirates für Vertriebenen- und Spätaussiedlerfragen bei der Bayerischen Staatsregierung. Dem Stiftungsrat „Kunstforum Ostdeutsche Galerie“ in Regensburg gehört er seit 1. Januar 2018 an. Vom BdV-Präsidium wurde Knauer am 21. März 2018 bis zum 31. Dezember 2021 in das Kuratorium der Kulturstiftung der deutschen Vertriebenen mit Sitz in Bonn entsandt. Die SPD-Landtagsfraktion zeichnete Knauer 2021 mit dem Ehrentitel „Brückenbauer“ aus.
Am 25. November 1995 gründete er den Schullandheimverein im Landkreis Aichach-Friedberg, war dessen Gründungsvorsitzender und ist seit 12. Juli 2017 dessen Ehrenvorsitzender. Knauer ist verheiratet und Vater dreier Kinder.

## Auszeichnungen und Ehrungen
- Goldenes Ehrenkreuz der Bundeswehr im Jahr 1996
- Bayerischer Verdienstorden und Bayerische Verfassungsmedaille in Silber im Jahr 2000
- Andre-Eckardt-Medaille für besondere Verdienste um die deutsch-koreanischen Beziehungen im Jahr 2001
- Verdienstkreuz am Bande des Verdienstordens der Bundesrepublik Deutschland im Jahr 2014
- Ehrenring in Gold des Landkreises Aichach-Friedberg und Ernennung zum Altlandrat im Jahr 2014
- Ehrenring der Stadt Friedberg (2014) und des Marktes Mering (2013)
- Kommunale Verdienstmedaille in Silber im Jahr 2015
- Prinz-Eugen-Medaille der Landsmannschaft der Donauschwaben im Jahr 2019
- Wenzel-Jaksch-Medaille des Bundes der Vertriebenen im Jahr 2019
- Bayerische Verfassungsmedaille in Gold im Jahr 2019[1]